# 1173
| 1173               |
| ------------------ |
| Dødsfald - Fødsler |
|                    |

| Gregoriansk kalender | 1173 MCLXXIII           |
| Ab urbe condita      | 1926                    |
| Armensk kalender     | 622 ԹՎ ՈԻԲ              |
| Kinesiske kalender   | 3869 – 3870 壬辰 – 癸巳 |
| Etiopisk kalender    | 1165 – 1166             |
| Jødisk kalender      | 4933 – 4934             |
| Hindukalendere       |                         |
| - Vikram Samvat      | 1228 – 1229             |
| - Shaka Samvat       | 1095 – 1096             |
| - Kali Yuga          | 4274 – 4275             |
| Iransk kalender      | 551 – 552               |
| Islamisk kalender    | 568 – 569               |

Konge i Danmark: Valdemar den Store enekonge fra 1157-1182
Se også 1173 (tal)

## Begivenheder
- Hildegard af Bingen afslutter ved årsskiftet sin Liber divinorum operum eller De operatione Dei, der blev den sidste bog om hendes visioner.
- 21. februar – Pave Alexander 3. kanoniserer Thomas Becket, ærkebiskop af Canterbury.
- Det skæve Tårn i Pisa opføres